# 사랑아 별과 같이
사랑아 별과같이는 한국에서 제작된 이규웅 감독의 1963년 영화이다. 이예춘 등이 주연으로 출연하였고 안태식 등이 제작에 참여하였다.

## 출연

### 주연
- 이예춘
- 최무룡
- 전영선

## 제작진
- 원작자: 유호
- 조명: 방한기
- 미술: 박석인